# Kota Ibushi
Kota Ibushi (飯伏幸太 Ibushi Kota?) (Aira, Kagoshima; 21 de mayo de 1982) es un luchador profesional japonés, famoso por sus apariciones en varias empresas de Japón, como Dramatic Dream Team y New Japan Pro-Wrestling. 
Es una vez Campeón Mundial al conseguir el Campeón Peso Pesado de IWGP. También ha sido dos veces Campeón Intercontinental de IWGP. Ibushi es conocido dentro y fuera de Japón por su ágil estilo de lucha aérea.

## Carrera

### Dramatic Dream Team (2004-2016)
Kota Ibushi es uno de los pilares de DDT pero también ha trabajado para Big Japan Pro Wrestling. El 2006, Kota derrotó a Camorra en la final para ganar la Young Dragon's Cup en Toryumon México. Kota obtuvo una gran exposición en la Nippon TV Cup Jr. Heavyweight Tag League de la promoción Pro Wrestling Noah en junio/julio del 2007. Hizo equipo con Naomichi Marufuji. El equipo llegó a las finales, pero no serìa suficiente para ganar el torneo. A pesar de que Kota perdió, muchos concuerdan que brilló con luz propia de entre los demás participantes. El 26 de agosto de 2007, Kota derrota a Madoka en el evento Indy Summit in Differ Ariake para revivir el Independent Junior Heavyweight Championship.

### Dragondoor (2005)
Ibushi apareció en la promoción Dragondoor en 2005, formando equipo con Taiji Ishimori. Dragondoor tuvo poca vida, y fue cerrada poco tiempo después.
Ibushi también apareció en Indy Summit, participando en un combate con PSYCHO, Shanao & Tigers Mask contra Kagetora, Katsuya Kishi, Makoto Oishi & Shiori Asahi; en él, Ibushi protagonizó el momento de la noche al realizar un corkscrew 630° senton accidentalmente cuando intentaba realizar un Phoenix Splash.

### HUSTLE (2006)
Ibushi apareció brevemente en HUSTLE en 2006 como HUSTLE Kamen Orange, un integrante especial de los HUSTLE Kamen Rangers.

### Pro Wrestling El Dorado (2006-2007)
En abril de 2006, Ibushi debutó en Pro Wrestling El Dorado. Presentado como face, Ibushi formó un equipo con El Blazer & Milanito Collection a.t. para enfrentarse a los heels de la empresa, aunque sin unirse a ninguno de los grandes stables de El Dorado. A finales de año, Ibushi & Milano Collection A.T. compitieron en el Treasure Hunters Tag Tournament 2006, aunque fueron derrotados en la final por Dick Togo & Shuji Kondo. 
Más tarde, Ibushi se unió a Animal Planets, donde formó tag team con KAGETORA.

### Pro Wrestling NOAH (2007-2009)
Ibushi participó en la NTV Cup de Pro Wrestling NOAH con su compañero de equipo Atushi Aoki y avanzaron a las finales donde perdieron contra Yoshinobu Kanemaru y Kotaro Suzuki.

### Ring of Honor (2008)
Se anuncia el 26 de enero de 2008, que Ibushi estaría compitiendo en la promoción Ring of Honor. El 11 de abril de 2008, en Boston hace su debut en una pelea Davey Richards, donde fue apoyado por el público para que ganara aunque termina perdiendo. Durante su breve en ROH, luchó en contra de Claudio Castagnoli e hizo equipo con Austin Aries en contra de The Briscoes. Su última aparición en la gira estadounidense de ROH fue con una victoria sobre El Generico. Ibushi compitió para ROH durante el segundo tour de esta promoción en Japón, haciendo equipo con KENTA en contra de Naomichi Marufuji y Katsuhiko Nakajima en una pelea de parejas.

### Chikara (2009)
El 6 de abril de 2008 se anuncia que Ibushi estaría compitiendo para Pro Wrestling Guerrilla en Burbank, CA. Sin embargo, Ibushi terminaría lesionado antes de su aparición programada, por lo que tuvo que ser sustituido por El Blazer.
El 27 de marzo de 2009, Ibushi hace su debut para la promoción de Filadelfia Chikara, en su evento anual el torneo King of Trios donde hizo equipo con KUDO y Michael Nakazawa. Luego que su equipo fue eliminado en la primera ronda por Equinox, Lince Dorado y Helios, Luego aparece a los dos días en el torneo Rey de Voladores. El 29 de marzo, Ibushi derrotó a Player Dos para ganar el torneo y ser el Rey de Voladores del 2009.

### New Japan Pro-Wrestling

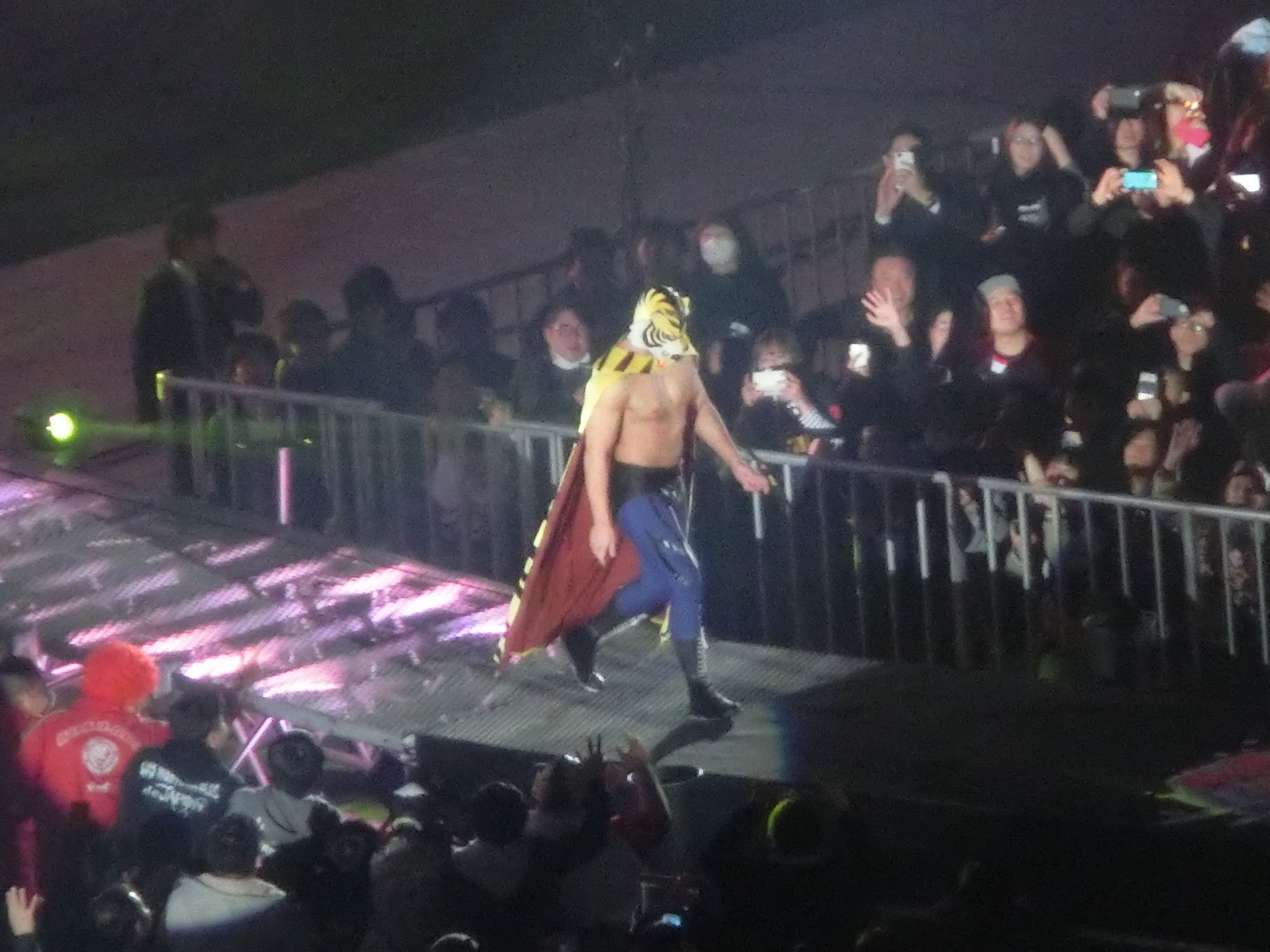
Ibushi como "Tiger Mask W" en enero de 2017.

#### 2009–2014
En mayo y junio del 2009 Ibushi participó en el torneo Best of the Super Juniors de New Japan Pro-Wrestling. Ibushi luchó contra Koji Kanemoto, Taichi Ishikari y Jushin Thunder Liger, antes de perder en semifinales ante Prince Devitt.

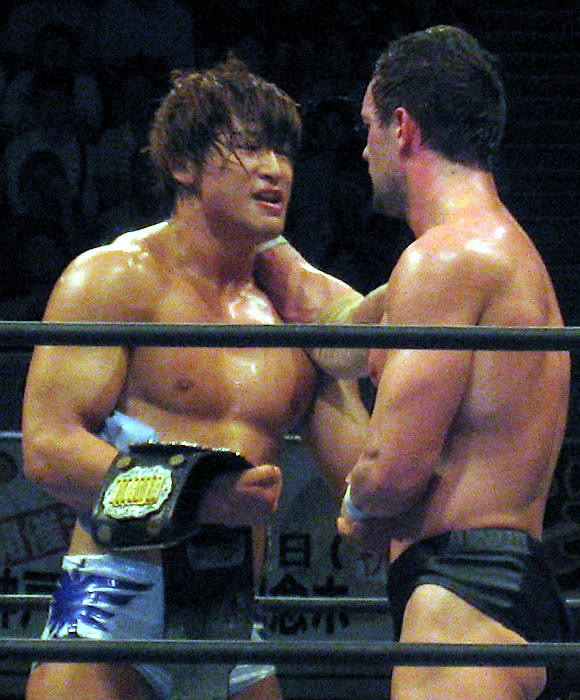
Ibushi en junio de 2011 después de derrotar a Prince Devitt para ganar el Campeonato Peso Pesado Junior de la IWGP.

El 1 de junio de 2010, Ibushi participó en su segundo torneo Best of the Super Juniors. Después de ganar su bloque con seis victorias de siete combates, Ibushi derrotó a Ryusuke Taguchi para avanzar a las semifinales del torneo, donde una vez más fue derrotado por Prince Devitt. El 11 de octubre de 2010, Ibushi regresó a New Japan en el evento Destruction '10 haciendo equipo con su compañero regular de DDT Kenny Omega para derrotar a Apollo 55 (Prince Devitt y Ryusuke Taguchi) para ganar el Campeonato en Parejas Peso Pesado Junior de la IWGP, después de que Ibushi cubriera por la cuenta de tres a Devitt. Como resultado de esta victoria, Ibushi recibió una oportunidad por el Campeonato Peso Pesado Junior de la IWGP de Devitt en el evento más grande del año en New Japan, Wrestle Kingdom V en el Tokyo Dome el 4 de enero de 2011. En dicho evento, Ibushi no tuvo éxito en su intento de ganar el título. El 23 de enero en FantasticaManía, un evento patrocinado por New Japan y el Consejo Mundial de Lucha Libre en Tokio, Ibushi y Omega perdieron el Campeonato en Parejas Peso Pesado Junior de la IWGP de vuelta a Devitt y Taguchi. El 26 de mayo, Ibushi participó en el torneo Best of the Super Juniors. Después de perder sus primeros dos combates, Ibushi regresó con una racha de seis victorias para terminar en el primer lugar de su bloque y avanzar a las semifinales del torneo. El 10 de junio, Ibushi derrotó primero a Davey Richards en las semifinales y luego a Ryusuke Taguchi en la final para ganar el torneo Best of the Super Juniors y ganar una oportunidad en el Campeonato Peso Pesado Junior de la IWGP de Prince Devitt. El 18 de junio en Dominion 6.18, Ibushi derrotó a Prince Devitt para ganar el Campeonato Peso Pesado Junior de la IWGP por primera vez. Ibushi logró su primera defensa titular el 24 de julio, derrotando a Devitt en una revancha en un evento de DDT, y su segunda defensa el 1 de agosto, derrotando al compañero de Devitt, Ryusuke Taguchi. Ibushi luego intentó repetir la hazaña de Devitt de conseguir simultáneamente los dos Campeonatos Peso Pesado Junior de NJPW, pero el 14 de agosto, los Golden☆Lovers fracasaron en su intento de recuperar el Campeonato en Parejas Peso Pesado Junior de la IWGP de Apollo 55. El 12 de septiembre, Ibushi fue despojado tanto del Campeonato Peso Pesado Junior de la IWGP como del KO-D Tag Team Championship, luego de que sufriera una lesión debido a su hombro izquierdo dislocado.
Ibushi regresó a New Japan el 16 de junio en el evento Dominion 6.16, cuando él, Daisuke Sasaki y Kenny Omega derrotaron a Bushi, Kushida y Prince Devitt en un combate por equipos de seis hombres. Más tarde en el evento, Ibushi retó a Low Ki a un combate para el Campeonato peso Pesado Junior de la IWGP. El 29 de julio, Ibushi derrotó a Low Ki para ganar por segunda vez el Campeonato Peso Pesado Junior de la IWGP. Ibushi logró su primera defensa exitosa del título el 7 de septiembre, derrotando a Kushida. Ibushi siguió defendiendo con éxito el título contra Ryusuke Taguchi el 23 de septiembre en Destruction. El 8 de octubre en King of Pro-Wrestling, Ibushi perdió el título ante Low Ki. El 4 de enero de 2013, en Wrestle Kingdom 7, Ibushi desafió sin éxito a Prince Devitt por el Campeonato Peso Pesado Junior de la IWGP en una three-way match, que también incluyó Low Ki. El 5 de julio, se anunció a Ibushi como un participante sorpresa en el G1 Climax. Aumentó su peso de 84 kg (185 lb) a 88 kg (194 lb) para prepararse para el torneo de categoría heavyweight. Ibushi terminó el torneo con cuatro victorias y cinco derrotas, sin poder avanzar en su bloque.

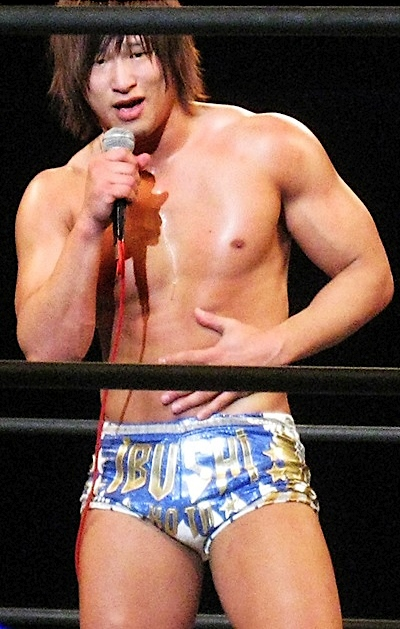
Ibushi en marzo de 2015.

El 7 de octubre de 2013, Ibushi, junto con Naoki Sugabayashi y Sanshiro Takagi, representantes de DDT y New Japan, realizaron una conferencia de prensa para anunciar que había firmado un contrato doble con ambas promociones; tres años con DDT y un año con New Japan, lo que lo convierte en el primer luchador en tener un contrato así y tener oficialmente dos promociones regulares. Ibushi luchó en su primer combate bajo el nuevo contrato con New Japan el 14 de octubre en el evento King of Pro-Wrestling, donde él, Togi Makabe y Tomoaki Honma fueron derrotados en un combate en equipos de seis hombres por Bullet Club (Prince Devitt, Bad Luck Fale y Karl Anderson). Volviendo a la división peso pesado junior, Ibushi luego comenzó a perseguir a Devitt por el Campeonato Peso Pesado Junior de la IWGP. El 4 de enero de 2014, en Wrestle Kingdom 8, Ibushi derrotó a Devitt para ganar el Campeonato Peso Pesado Junior de la IWGP por tercera vez. Ibushi logró su primera defensa exitosa del título contra El Desperado el 11 de febrero en The New Beginning en Osaka. El 6 de marzo, Ibushi luchó en el evento principal del cuarto aniversario de New Japan, perdiendo ante Kazuchika Okada en el combate anual no titular entre el campeón Peso Pesado Junior de la IWGP y el Campeón Peso Pesado de la IWGP. El 3 de abril, Ibushi logró su segunda defensa exitosa del Campeonato Peso Pesado Junior de la IWGP contra Nick Jackson. Tres días más tarde en Invasion Attack, Ibushi y El Desperado desafiaron sin éxito a Nick y su hermano Matt, The Young Bucks, por el Campeonato en Parejas Peso Pesado Junior de la IWGP. La tercera defensa de Ibushi del Campeonato Peso Pesado Junior de la IWGP tuvo lugar el 3 de mayo en Wrestling Dontaku 2014, donde derrotó a Ryusuke Taguchi. El 25 de mayo en el evento Back to the Yokohama Arena, Ibushi desafió sin éxito a Tomohiro Ishii por el Campeonato de Peso Abierto NEVER. El 21 de junio en Dominion 6.21, Ibushi defendió con éxito el Campeonato Peso Pesado Junior de la IWGP contra el ganador del Best of the Super Juniors, Ricochet. El 4 de julio, Ibushi perdió el título ante Kushida en su quinta defensa. Durante la lucha, Ibushi sufrió una conmoción cerebral, lo que lo obligó a retirarse del G1 Climax.

#### 2014–2016
El 3 de octubre, se anunció que Ibushi, ahora considerado un luchador permanente de la categoría peso pesado, había firmado una extensión de un año a su contrato con NJPW.
Ibushi haría su regreso después del G1 Climax en el evento Power Struggle el 8 de noviembre, atacando a Shinsuke Nakamura después de su combate, emitiendo un desafío por el Campeonato Intercontinental de la IWGP. Ibushi recibió su oportunidad por el título el 4 de enero de 2015, en Wrestle Kingdom 9, pero fue derrotado por Nakamura. El 5 de marzo, Ibushi ingresó a la New Japan Cup 2015, derrotando al Campeón en Parejas de la IWGP Doc Gallows en su primer combate del torneo. Después de derrotar a Toru Yano en la segunda ronda el 8 de marzo, Ibushi primero derrotó a Tetsuya Naito en las semifinales y luego a Hirooki Goto en la final el 15 de marzo para ganar el torneo y el derecho de desafiar por el campeonato individual peso pesado de su elección. Después del combate final, Ibushi anunció que había decidido desafiar a A.J. Styles por el Campeonato Peso Pesado de la IWGP. El combate tuvo lugar el 5 de abril en el evento Invasion Attack, donde Styles retuvo su título. Del 20 de julio al 14 de agosto, Ibushi participó en el G1 Climax. No logró avanzar en su bloque con un récord de cuatro victorias y cinco derrotas, pero anotó grandes victorias sobre el ex Campeón Peso Pesado de la IWGP A.J. Styles y el reinante Campeón de Peso Abierto NEVER Togi Makabe. Como resultado, Ibushi recibió una oportunidad en el Campeonato de Peso Abierto NEVER el 23 de septiembre en Destruction in Okayama, pero fue derrotado por Makabe. El 2 de noviembre, NJPW anunció que le otorgaría a Ibushi un tiempo indefinido de descanso debido a una hernia discal cervical. En febrero de 2016, Ibushi anunció su renuncia a NJPW.

### EVOLVE (2010)
El 16 de enero de 2010, Ibushi participa en el primer evento de Evolve, perdiendo ante Davey Richards en el evento principal.

### WWE (2016)
Tras competir en WWE Cruiserweight Classic y anunciarse que se encontraba en negociaciones con WWE, apareció durante las grabaciones de NXT emitidas el 27 de julio de 2016 derrotando a Murphy con una Golden Star Bomb. Finalmente decidió no firmar con WWE.
Igualmente, Ibushi se unió a T.J. Perkins para ser parte de las segunda edición del torneo Dusty Rhodes Tag Team Classic de NXT. En la primera ronda derrotaron a Lince Dorado y Mustafa Ali, pero fueron derrotados en la segunda ronda por SAnity (Alexander Wolfe y Sawyer Fulton).

### New Japan Pro-Wrestling

#### 2016-2017
El 10 de octubre de 2016, Ibushi regresó a NJPW, participando en un dark match antes del evento King of Pro-Wrestling. Ibushi luchó como el personaje enmascarado "Tiger Mask W", basado en la serie de anime del mismo nombre, derrotando a Red Death Mask. Al día siguiente, NJPW anunció que Tiger Mask W volvería a la promoción en enero de 2017. Tiger Mask W regresó el 4 de enero de 2017, derrotando a Tiger the Dark en Wrestle Kingdom 11. El 5 de febrero, después de defender con éxito el Campeonato Peso Pesado de la IWGP contra Minoru Suzuki, Kazuchika Okada señaló a Tiger Mask W como su próximo oponente, lo que llevó a un combate entre los dos para el cuarto aniversario de NJPW. El 1 de marzo, Tiger Mask W hizo equipo con Tiger Mask para derrotar a Okada y Gedo en un combate por equipos. El 6 de marzo en el evento del cuarto aniversario, Tiger Mask W fue derrotado por Okada en el evento principal no titular.

#### 2017-presente
El 20 de junio, NJPW anunció a Ibushi, bajo su nombre real, como participante en el G1 Climax. NJPW señaló esto como el regreso de Ibushi a la compañía después de dos años y medio, sin reconocer su paso como Tiger Mask W. Ibushi terminó el torneo el 11 de agosto con un récord de cinco victorias y cuatro derrotas, sin poder avanzar en su bloque. El 5 de noviembre en Power Struggle, Ibushi desafió sin éxito a Hiroshi Tanahashi por el Campeonato Intercontinental de la IWGP.
El 4 de enero de 2018, Ibushi derrotó a Cody en Wrestle Kingdom 12. Anteriormente se había anunciado como un combate por el Campeonato Mundial de ROH de Cody, pero Cody lo perdió ante Dalton Castle, antes de que tuviera la oportunidad de defenderlo en Wrestle Kingdom 12. En New Year Dash!! 2018, Ibushi fue atacado por Cody después de perder un combate contra Bullet Club, pero el líder Kenny Omega lo detuvo. En el evento The New Beginning in Sapporo, Ibushi le devolvió el favor, salvando a Omega, quien estuvo involucrado en un altercado con los otros miembros del Bullet Club, Cody y Hangman Page. Al hacerlo, hizo reunir al equipo de los Golden☆Lovers por primera vez desde 2014. En la segunda noche de Honor Rising, los Golden☆Lovers ganaron su primer combate de regreso como equipo contra Cody y Marty Scurll. Después de la lucha, Ibushi y Omega fueron confrontados por The Young Bucks y desafiados a un combate en el evento Strong Style Evolved del 25 de marzo. En dicho evento, los Golden☆Lovers derrotaron a The Young Bucks, en un combate que recibió la calificación de 5 estrellas de Dave Meltzer. Aunque Ibushi más tarde se convertiría en un habitual en los combates por equipos del Bullet Club durante el Road to Wrestling Dontaku en abril y mayo de 2018, no se le consideró un miembro de la facción. El 9 de junio en Dominion 6.9, Ibushi estuvo en la esquina de Omega cuando éste derrotó a Kazuchika Okada para ganar el Campeonato Peso Pesado de la IWGP. Después del combate, Ibushi, Omega y The Young Bucks se abrazaron en el ring y formaron un nuevo subgrupo del Bullet Club llamado The Golden☆Elite.

## En lucha
- Movimientos finales
  - Golden Star Bomb[90][2] (Sitout powerbomb) - 2007-presente
  - Golden Star Press[90][2] / Golden Star Press '07[90] (No-handed springboard corkscrew 450° splash) - 2005-presente
  - Phoenix Splash[90][2] (Corkscrew 450° splash)
  - Phoenix-Plex[2][91] (Bridging package reverse powerbomb, a veces desde una posición elevada) - 2009-presente
  - Elevated sitout powerbomb[92] - 2012-presente
  - Corkscrew 630° senton[93] - 2005
  - Shooting star press[94] - 2006
  - 450º splash[95]

- Movimientos de firma
  - 24 Sai[96] (Vertical suplex powerbomb)[97]
  - Ankle lock[98]
  - Bridging evasion, a veces derivado en roundhouse kick[99]
  - Cartwheel derivado en over the top rope suicide moonsault[100] o corkscrew 450° splash[2]
  - Diving moonsault,[100] a veces aterrizando de pie y siguiendo con un standing moonsault[2] o standing corkscrew moonsault
  - Feint roundhouse kick a un oponente sentado seguido de standing shooting star press, standing moonsault o standing corkscrew moonsault
  - Horizontal cradle jackknife pin[94]
  - Hurricanrana, a veces a un oponente elevado
  - Inverted hurricanrana, a veces a un oponente elevado[101]
  - Kip-up, a veces derivado en superkick
  - Spear transicionado en roll-up
  - Springboard derivado en double foot stomp, hurricanrana, moonsault o plancha
  - Standing corkscrew senton
  - Standing moonsault senton
  - Standing shooting star press,[100] a veces hacia fuera del ring[100]
  - Suicide dive
  - Varios tipos de kick:
    - Dash Middle[2] (Running roundhouse al estómago del oponente)
    - Backflip, a veces precedida de handspring[99]
    - Cartwheel
    - Corner backflip drop
    - Drop, a veces desde una posición elevada
    - Múltiples stiff roundhouse al torso del oponente
    - Sole
    - Somersault drop[98]
    - Super

  - Varios tipos de suplex:
    - Bridging double chickenwing[2]
    - Bridging northern lights[2]
    - Bridging three-quarter Nelson[2]
    - Deadlift bridging German[2]
    - Exploder
    - Half Nelson

- Mánagers
  - Venezia

- Apodos
  - The Golden Star[90][102]

## Campeonatos y logros
- Chikara
  - Rey de Voladores (2009)

- Dramatic Dream Team
  - KO-D Openweight Championship (1 vez)[90]
  - KO-D Tag Team Championship (3 veces) - con Daichi Kakimoto (1), Kenny Omega (1) y Danshoku Dino (1)
  - DDT Ironman Heavymetalweight Championship (3 veces)[103]
  - Independent Junior Heavyweight Championship (1 vez)
  - KO-D Tag League (2005) - con Daichi Kakimoto

- Kaientai Dojo
  - K-Award Lucha en parejas del año (2007) con Madoka contra Dick Togo & TAKA Michinoku el 1 de diciembre

- New Japan Pro-Wrestling
  - IWGP World Heavyweight Championship (1 vez, inaugural)
  - IWGP Heavyweight Championship (1 vez, último)
  - IWGP Intercontinental Championship (2 veces)
  - IWGP Tag Team Championship (1 vez) – con Hiroshi Tanahashi
  - IWGP Junior Heavyweight Championship (3 vez)
  - IWGP Junior Heavyweight Tag Team Championship (1 vez) – con Kenny Omega
  - NEVER Openweight Championship (1 vez)
  - Triple Crown Championship (Tercero)
  - G1 Climax (2019)
  - G1 Climax (2020)
  - New Japan Cup (2015)
  - Best of the Super Juniors XVIII (2011)

- International Muscle Grand Prix
  - IMGP Heavyweight Championship (1 vez)

- Pro Wrestling El Dorado
  - UWA World Tag Team Championship (1 vez) - con KAGETORA

- Toryumon
  - Dragon Mixture Tournament (2006) - con Fuka
  - Young Dragons Cup Tournament (2006)
  - Premio MVP (2006)[104]

- Pro Wrestling Illustrated
  - Situado en el Nº250 en los PWI 500 de 2010
  - Situado en el Nº154 en los PWI 500 de 2011
  - Situado en el Nº184 en los PWI 500 de 2012
  - Situado en el Nº169 en los PWI 500 de 2013
  - Situado en el Nº107 en los PWI 500 de 2014
  - Situado en el Nº40 en los PWI 500 de 2015
  - Situado en el Nº73 en los PWI 500 de 2016
  - Situado en el Nº138 en los PWI 500 de 2017
  - Situado en el Nº29 en los PWI 500 de 2018
  - Situado en el Nº17 en los PWI 500 de 2019
  - Situado en el Nº17 en los PWI 500 de 2020
  - Situado en el N°5  en los PWI 500 de 2021[105]

- Wrestling Observer Newsletter
  - WON Mejor luchador aéreo (2009)[106]
  - WON Mejor luchador aéreo (2010)
  -  Lucha 5 Estrellas (2015) vs. Shinsuke Nakamura en Wrestle Kingdom 9 el 4 de enero
  - Lucha 5 estrellas (2018) con Kenny Omega vs. The Young Bucks (Matt Jackson & Nick Jackson) en Strong Style Evolved el 25 de marzo
  - Lucha 5½ estrellas (2018) vs. Kenny Omega en G1 Climax 2018 - Tag 18 el 11 de agosto
  - Lucha 5¾ estrellas (2018) vs. Hiroshi Tanahashi en G1 Climax 2018 - Tag 19 el 12 de agosto
  - Lucha 5 estrellas (2018)  con Kenny Omega vs. Kazuchika Okada & Tomohiro Ishii el 30 de septiembre
  - Lucha 5 estrellas (2018)  con Kenny Omega vs. Hiroshi Tanahashi & Will Ospreay en NJPW Road to Tokyo Dome: Day 2 el 15 de diciembre
  - Lucha 5 estrellas (2019) vs. Will Ospreay en G1 Climax 2019 - Tag 5 el 18 de julio
  - Lucha 5 estrellas (2019) vs. Kazuchika Okada en G1 Climax 2019 - Tag 17 el 10 de agosto
  - Lucha 5½ estrellas (2019) vs. Jay White en G1 Climax 2019 - Day 19 (Final) el 12 de agosto
  - Lucha 5½ estrellas (2020) vs. Kazuchika Okada en Wrestle Kingdom 14 in Tokyo Dome: Day 1  el 4 de enero
  - Lucha 5¼ estrellas (2020) vs. Minoru Suzuki en G1 Climax 2020 - Day 13 el 10 de octubre
  - Lucha 5 estrellas (2021) vs. Tetsuya Naito en Wrestle Kingdom 15 el 4 de enero
  - Lucha 5¼ estrellas (2021) vs. Jay White en Wrestle Kingdom 15 el 5 de enero
- Tokyo Sports
  - Premio técnico (2009)[107]
  - Lucha del año (2010) con Kenny Omega contra Prince Devitt & Ryusuke Taguchi el 11 de octubre